# Ciocănești (Suceava)
Pour les articles homonymes, voir Ciocănești.
Ciocănești est une commune du județ de Suceava en Roumanie.